# Parafia Trójcy Świętej w Goraju
Parafia Trójcy Świętej w Goraju – parafia rzymskokatolicka, terytorialnie i administracyjnie należąca do diecezji zielonogórsko-gorzowskiej, do dekanatu Rokitno, erygowana 16 lipca 1619 roku. W parafii posługują księża diecezjalni.